# Schmutziger Engel (1991)
Schmutziger Engel (Sale comme un ange) ist ein 1991 entstandener französischer Spielfilm der Regisseurin Catherine Breillat. Das Drama dreht sich um die Beziehung zwischen einem älteren Polizeiinspektor, gespielt von Claude Brasseur, und einer jungen Frau (die Sängerin Lio).

## Handlung
Polizeiinspektor Deblache, über fünfzig, geht gerne einen heben und ist mit dem Ganoven Manoni befreundet. Als Manoni durch Exponenten des kriminellen Milieus mit dem Tod bedroht wird, beauftragt Deblache seinen Kollegen Théron, das Haus von Manoni und seiner Familie rund um die Uhr zu überwachen. Er beginnt eine Beziehung mit Thérons Frau Barbara.

## Kritik
Die Revue du cinéma fand es in Ordnung, dass Breillat ihren Blick wieder auf die Sexualität richte: Echtes Kino sei ein wenig die Quintessenz des Voyeurismus. Daher unsere Unruhe vor der Leinwand, der man sich stellen sollte denn vor ihr zu kneifen. „Schmutziger Engel ist einer jener Filme, die in der Lage sind, uns dazu zu zwingen.“ Die Regisseurin bekräftige damit ihren Status als Filmemacherin von Rang. Sie verstehe es, Dialoge herauszuarbeiten und gelegentlich eine umso wirksamere Stille einzusetzen. Während die Handlung bei ihr nicht viel zähle, überträfen die Blicke alles andere an Bedeutung.